# Гукович, Александр Владимирович

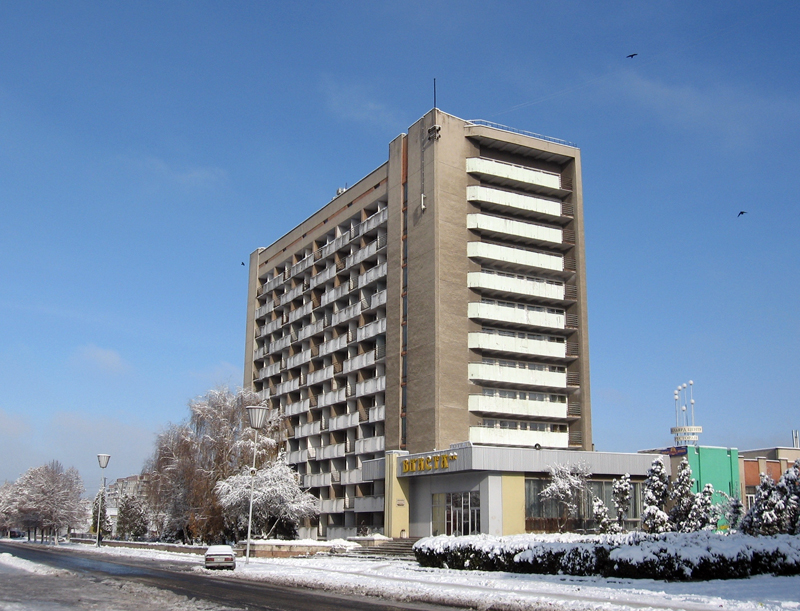
Гостиница «Власта» (ранее «Россия») во Львове — один из проектов архитектора Александра Гуковича.

Гукович Александр Владимирович (род. 13 марта 1928, Звенигородка) — архитектор. Лауреат Государственной премии Совета министров СССР (совместно с Владимиром Крюковым; 1983). В 1985 году получил звание Заслуженного архитектора УССР.

## Биография
В 1954 году закончил Киевский инженерно-строительный институт.

## Проекты
- Санаторий Министерства обороны в Трускавец (1963, 1989).
- Хирургический корпус госпиталя во Львове (1972).
- Музей истории войск Прикарпатского военного округа (1973, соавтор Алла Симбирцева)[2].
- Гостиница «Власта» (изначально «Россия») на нынешний улице Клепаровская во Львове (соавтор Алла Симбирцева)[3].
- 7-й корпус кафедры организации и экономики фармации, лекарств и биофармации на улице Пекарской, 75 (1980-е г. соавтор Алла Симбирцева и В. Смирнов)
- Учебный корпус Академии ветеринарной медицины на улице Пекарской, 50 (около 1980 г. соавтор В. Смирнов)[4].
- Спортивный комплекс Прикарпатского военного округа на нынешней улице Клепаровская. Состоял из крытого бассейна, залы для спортивной стрельбы, многоборья и конного спорта, крытого велотрека. Построенный в конце 1970 — начале 1980-х годов рядом с уже существующими с досоветского времени 25-метровым открытым бассейном и стадионом. Соавтор — инженер Владимир Крюков. 1983 года за этот проект авторов удостоен Государственной премии Совета министров СССР.[1]
- Шестиэтажное здание института «Вийськппроект» на улице Франко во Львове. Соавторы: главные инженеры проекта Владимир Крюков, В. Пешков, архитекторы В. Суц, Алла Симбирцева, главный конструктор И. Богачик[5]